# Volksbank Störmede-Hörste
Die Volksbank Störmede-Hörste eG ist eine Genossenschaftsbank mit Sitz im Stadtteil Störmede der nordrhein-westfälischen Stadt Geseke im Kreis Soest.

## Geschichte
Die heutige Volksbank Störmede-Hörste eG wurde am 7. Juni 1889 als Spar- und Darlehnskasse eGmuH Störmede in Störmede gegründet und entstand 2017 durch die Fusion der Volksbank Störmede eG mit dem Sitz in Störmede mit der Volksbank Hörste eG mit dem Sitz im Stadtteil Hörste der Stadt Lippstadt.

## Rechtsverhältnisse
Die Volksbank Störmede-Hörste eG ist im Genossenschaftsregister beim Amtsgericht Paderborn unter GnR 307 eingetragen.

## Organisationsstruktur
Rechtsgrundlagen sind das Genossenschaftsgesetz und die durch die Generalversammlung beschlossene Satzung. Organe der Bank sind der Vorstand, der Aufsichtsrat und die Generalversammlung.

## Sicherungseinrichtung
Die Volksbank Störmede-Hörste eG ist der amtlich anerkannten Sicherungseinrichtung des Bundesverbandes der Deutschen Volksbanken und Raiffeisenbanken GmbH und der zusätzlichen freiwilligen Sicherungseinrichtung des Bundesverbandes der Deutschen Volksbanken und Raiffeisenbanken e.V. angeschlossen.

## Geschäftsausrichtung
Die Volksbank Störmede-Hörste eG betreibt das Universalbankgeschäft. Im Verbundgeschäft arbeitet sie mit der DZ Bank, R+V Versicherung, Bausparkasse Schwäbisch Hall, Teambank, VR Leasing, DZ Hyp und der Union Investment zusammen.

## Geschäftsgebiet
Das Geschäftsgebiet liegt im Osten des Kreises Soest.
An diesen Orten betreibt die Bank Filialen:
- Störmede (Hauptstelle, jur. Sitz + 1 SB-Geschäftsstelle)
- Hörste (Geschäftsstelle)